# Louis de Bernage
Louis de Bernage (mort à Grasse le 6 mai 1675) est un ecclésiastique qui fut évêque de Grasse de 1653 à sa mort.

## Biographie
Louis de Bernage, fils de Pierre de Bernage, est sous-diacre et chanoine de la cathédrale Notre-Dame de Paris en 1627. Il devient l'aumônier des rois Louis XIII puis Louis XIV et il est pourvu en commende de l'abbaye de Clairfay dans le diocèse d'Amiens. Il est député de la province ecclésiastique de Paris à l'Assemblée du clergé de 1645. En 1653 lorsque le pape Innocent X, accepte de séparer les évêchés de Grasse et de Mende qui avaient été réunis pour son prédécesseur Antoine Godeau, il est désigné comme évêque de Grasse en novembre et consacré en janvier 1654 par Georges d'Aubusson de la Feuillade, l'archevêque d'Embrun à Paris dans l'église du couvent des Capucines.
Partisan de la réforme catholique, il mène une vie frugale et austère dans son évêché, recevant des pauvres à sa table et entretenant un feu l'hiver à l'évêché pour les indigents. Il vit très régulièrement dans son diocèse et effectue de nombreuses visites pastorales. Il doit gérer un conflit en 1655 avec le R.P. Paul de Michaëlis, supérieur de l'Oratoire de Grasse, qu'il avait nommé théologal et qui s'avère être favorable au jansénisme mais aussi avec son chapitre de chanoines contre lequel il publie des ordonnances synodales en 1665. Il doit de plus faire face à un procès avec la municipalité d'Antibes afin qu'elle reconnaisse son titre de vicaire apostolique et il doit transiger avec les consuls de la cité le 20 juin 1661. Il meurt à Grasse et est inhumé dans sa cathédrale.